# Félix Blaska
Félix Blaska (Homel', 8 maggio 1941) è un ballerino e coreografo polacco naturalizzato francese. Nel corso degli anni si è affermato come uno dei "più originali coreografi contemporanei per indiscussa eleganza e perfezione formale".

## Biografia
Dopo gli studi al Conservatoire national supérieur de musique et de danse de Paris, si unì al Grand Ballet du Marquis de Cuevas e poi, tra il 1961 e il 1969, danzò nella compagnia di Roland Petit. Fu per la compagnia di Petit che firmò le sue prime coreografie originali: Octandre (1966) e Les Affinités Electives (1967). Nel 1969 fondò una propria compagnia, Les Ballets de Félix Blaska, che si trasferì a Grenoble nel 1972. Nel 1973 i suoi balletti Arcana e Le Poème Électronique furono portati al debutto dal Balletto dell'Opéra di Parigi. Creò anche coreografie originali per altre compagnie di rilievo, come il Balletto Reale Danese, il balletto dell'Opéra municipal de Marseille e quello dell'Opera di Amburgo. 
Dopo aver sciolto la compagnia sul finire degli anni 70, si trasferì negli Stati Uniti e cominciò a collaborare come ballerino e coreografo insieme a Martha Graham, sia nella Martha Graham Dance Company che in una propria compagnia, Crowsnest. Nel 1979 cominciò a collaborare con il Pilobolus Dance Theatre del New Hampshire e, prima di ritornare in Francia nel 1998, insegnò danza e coreografia alla Juilliard School. Ha curato le coreografie anche di una nuova versione de La sagra della primavera, portata al debutto in Italia nel 2019 dal Tokyo Ballet alle Terme di Caracalla.